# Athénée pontifical Saint-Anselme

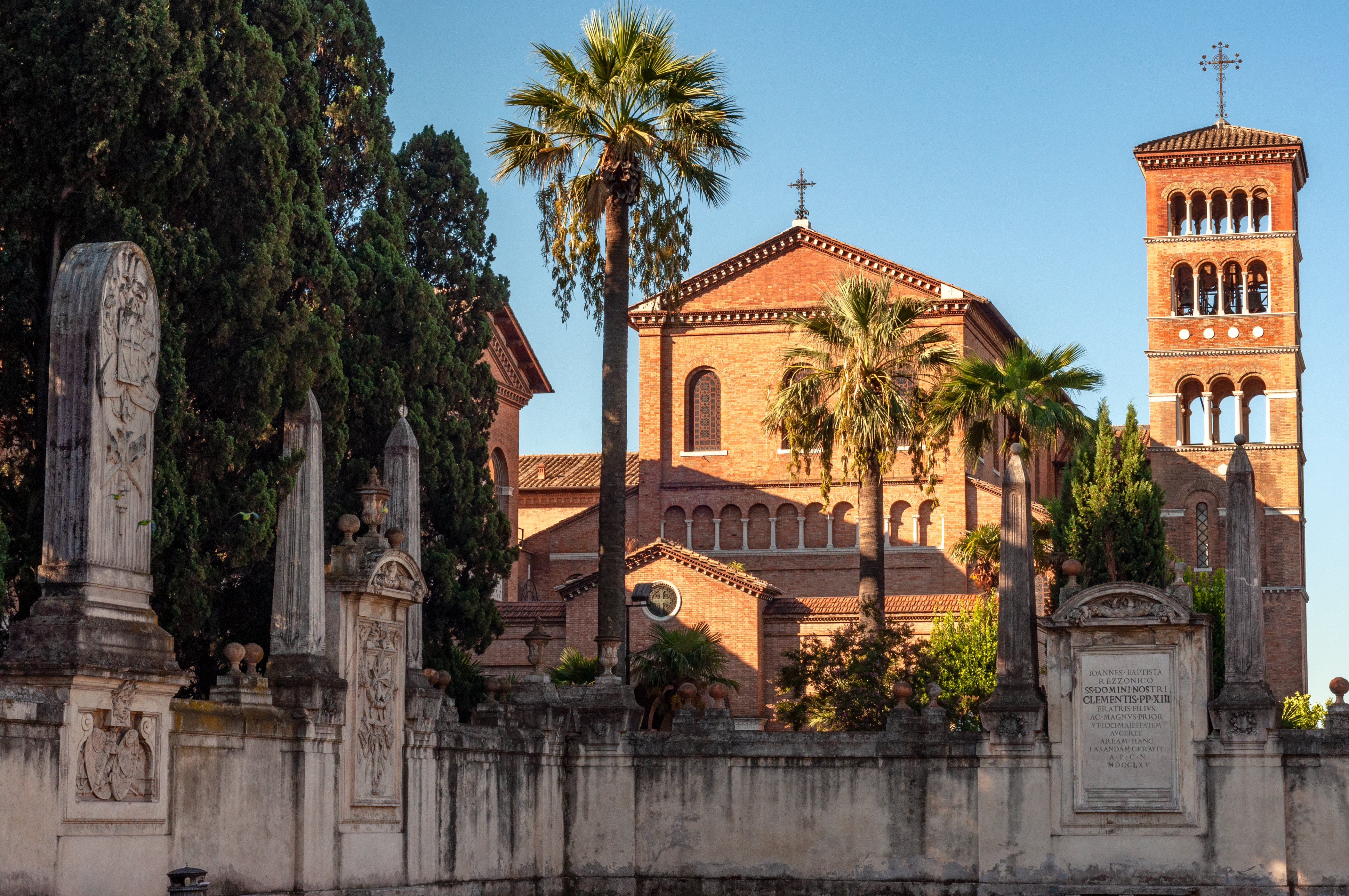
Vue de Saint-Anselme, de la place des chevaliers de Malte

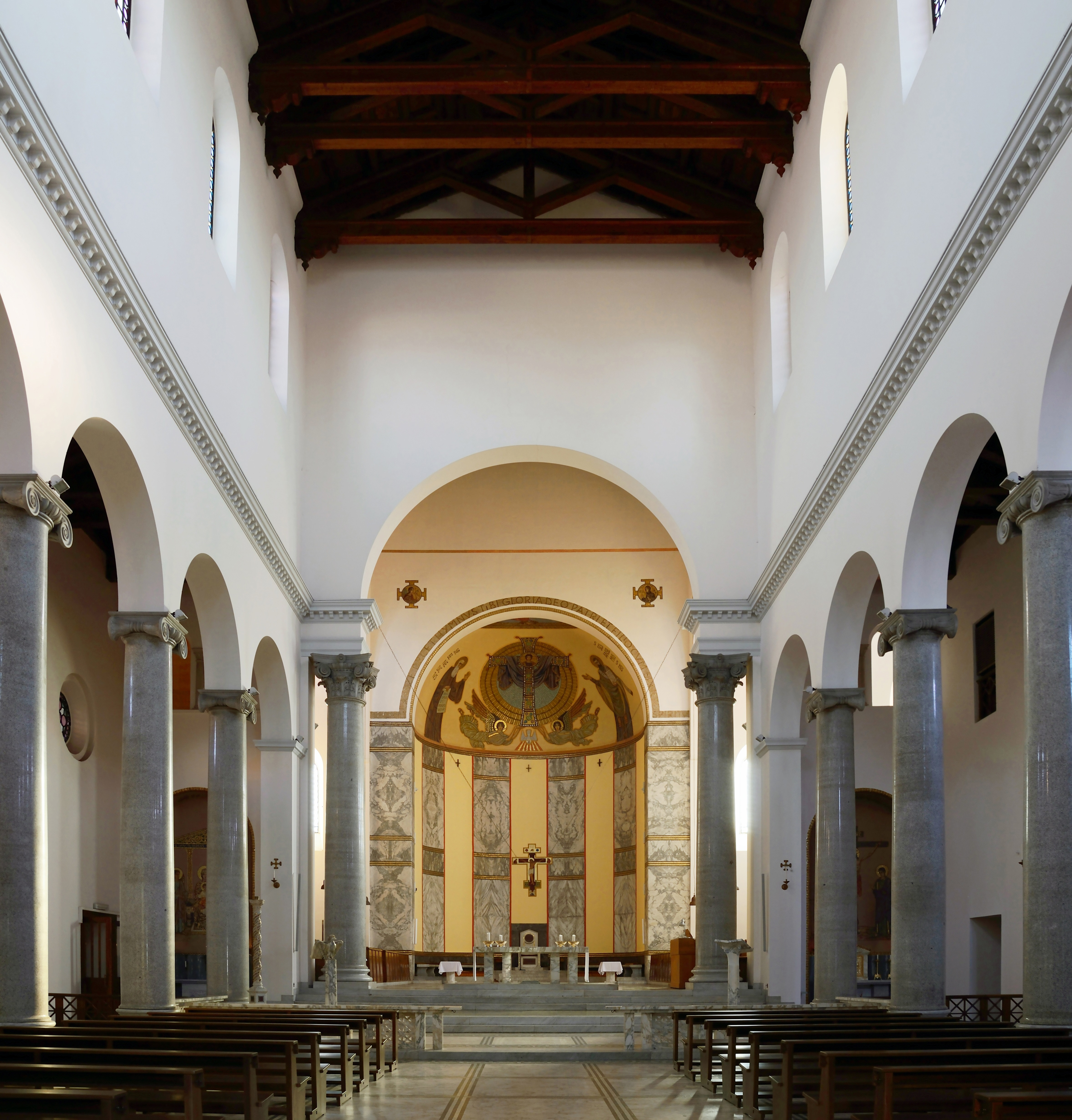
Intérieur de l'église

Pour les articles homonymes, voir Athénée.
L'Athénée pontifical saint Anselme (en italien : Pontificio Ateneo Sant'Anselmo), et le Collège saint Anselme, constituent l'institut supérieur international de l'ordre de Saint-Benoît à Rome.

## Historique
L'Athénée pontifical saint Anselme a été fondé sous le pontificat de Léon XIII, le 4 janvier 1888, pour servir d'université internationale aux Bénédictins du monde entier. Il a été nommé en l'honneur de saint Anselme, moine bénédictin de l'abbaye du Bec, célèbre philosophe et plus tard évêque de Canterbury. Il accueille des moines en vue de leur ordination. La première promotion sortit en 1893. Hildebrand de Hemptinne, abbé-primat de l'ordre bénédictin, est le fondateur effectif du Collège saint Anselme ; il en organisa également le déménagement sur la colline de l'Aventin en 1896, après y avoir construit de nouveaux bâtiments. L'église de Sant'Anselmo all'Aventino a été consacrée en 1900.

## Institut d'enseignement supérieur
L'Athénée conserve une influence importante sur les études de théologie. Il est particulièrement connu pour son département de liturgie, après avoir été à la pointe des recherches liturgiques qui mirent en route un mouvement de renouveau. Parmi les professeurs et les élèves, on peut distinguer Joseph Gredt, Benedetto Calati, Odo Casel, Kassius Hallinger, Cyprian Vagaggini, Basilius Steidle, Adalbert de Vogüé, Emmanuel von Severus, Anselm Günthör, Benedikt Schwank ou encore Basil Studer.
La plupart des Bénédictins du XXe siècle qui furent chercheurs, évêques ou abbés sont sortis de Saint-Anselme. La grande période de renommée de l'Athénée s'est produite entre 1930 et la fin des années 1950, avant le concile Vatican II.
À côté des études classiques de théologie et de philosophie, Saint-Anselme enseigne des matières telles que Philosophie et mystique, Études monastiques, Science liturgique, Théologie des sacrements ou Histoire de la théologie qui débouchent sur l'obtention d'une licence (mastère). Saint-Anselme décerne depuis 1978 une licence (SL.L) et un doctorat (SL.D) en liturgie.

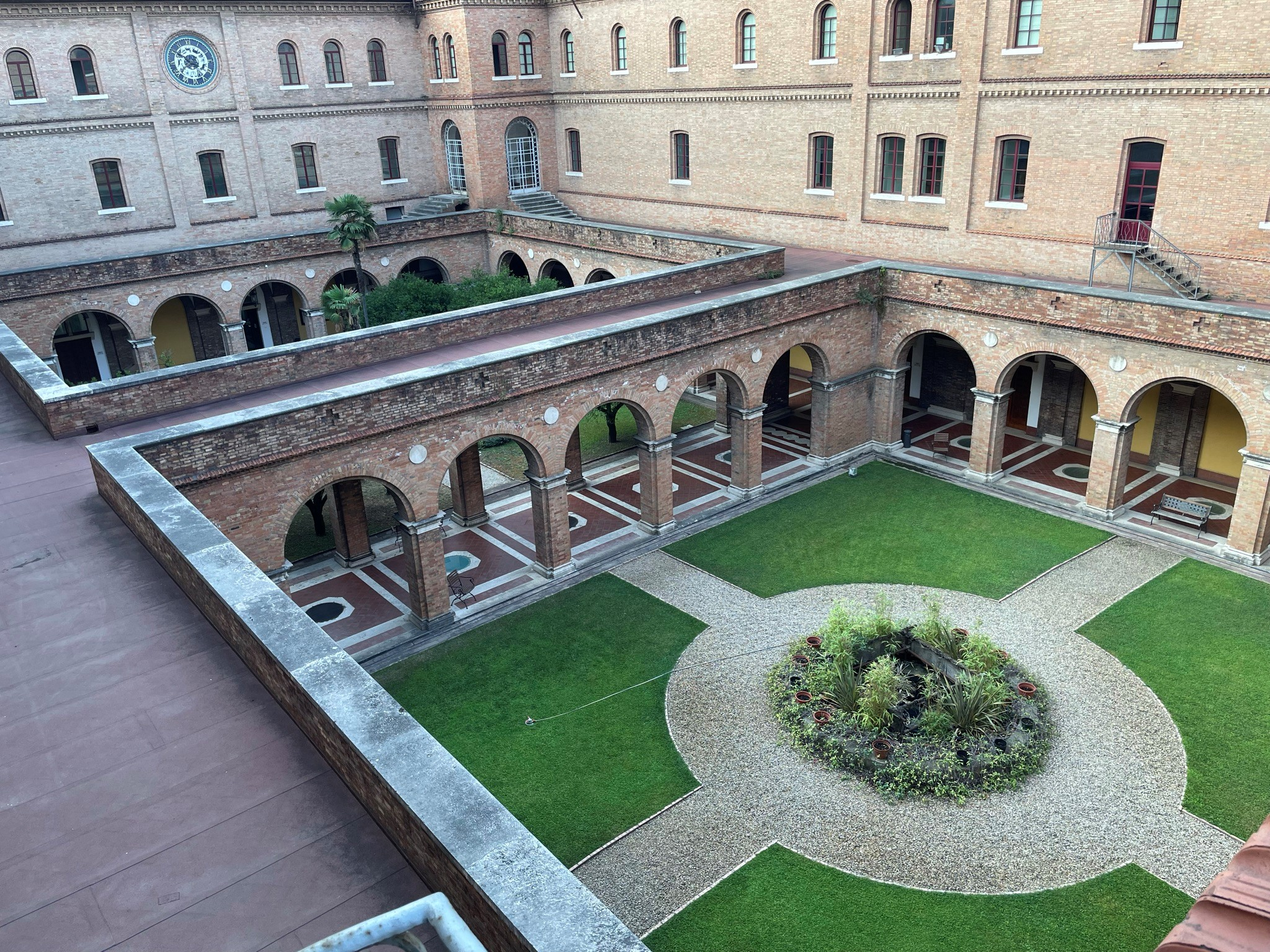
Cloître du Collège.

L'Athénée est sous la responsabilité de la confédération bénédictine (qui regroupe 21 congrégations bénédictines) et son abbé-primat y demeure.
Son recrutement, majoritairement germanophone autrefois, a évolué depuis l'origine : aujourd'hui[Quand ?] 16 % des étudiants sont originaires des États-Unis, 15 % d'Italie, 11 % des pays germanophones, et le reste des autres continents.

### Recteurs
- 1997-2005 : Albert Schmidt, o.s.b., de la congrégation de Beuron
- 2005-2009 : Marc Sheridan, o.s.b.,
- 2009-2017 : Juan Javier Flores Arcas (it), o.s.b.
- 2017-2019 : Stefano Visintin
- 2019 (juillet-novembre) : Philippe Nouzille (pro-recteur)
- 2019- : Bernhard Eckerstorfer (it), o.s.b..

## Anciens élèves
- Benno Gut
- Paul Augustin Mayer
- Shawn McKnight
- Adalbert de Vogüé
- Notker Wolf